# ويليام لوشيوس
وليام لوشيوس (Willem Leushuis)، مدرب كرة قدم هولندي. و قد بدأ مسيرته التدريبية في عام 1992، حيث درب العديد من أندية الدرجة الثانية في هولندا، وفي موسم 2000/2001 عمل مساعد لمدرب نادي الجزيرة الإماراتي شوماخر.
و قد درب نادي القادسية الكويتي في موسم 2001/2002، وقد فاز معهم بلقب كأس ولي العهد، وحصل على المركز الثاني في الدوري الكويتي.
و في موسم 2006/2007 درب نادي الكويت وحصل معهم على لقب الدوري الكويتي 2006/2007، ولكنه أقيل بسبب سوء النتائج في دوري أبطال آسيا 2007.